# Sarah Vanuxem
Pour les articles homonymes, voir Vanuxem.
Sarah Vanuxem est une universitaire française, enseignante-chercheuse en droit à l'université de Sophia-Antipolis. Elle est spécialisée en droit privé, notamment le droit des semences paysannes et des communs, et en sciences criminelles.

## Formation et carrière
Après des études de droit et de philosophie à l’Université Paris 1 Panthéon-Sorbonne et à l’EHESS, Sarah Vanuxem soutient une thèse intitulée « Les choses saisies par la propriété » (Préface Th. Revet, IRJS, 2012).
Elle est maître de conférences à l’Université de Nice Sophia Antipolis depuis 2012, où elle fait partie du Groupe de Recherche en Droit, Economie, Gestion (GREDEG).
Elle a siégé au Haut Conseil des biotechnologies avant d'en démissionner.

## Travaux
Sarah Vanuxem étudie les « liens entre le droit de l'environnement émergent et notre tradition juridique civiliste ».
Dans La propriété de la terre, « elle apporte une relecture originale des traditions juridiques occidentales et de leurs modèles propriétaires. Elle les revisite à la lumière des études environnementales et, en particulier, de l’écoféminisme, ce qui l’amène à étudier aussi bien les droits d’usage de la terre, les pratiques agro-pastorales, la compensation écologique, que les semences paysannes ou les biens « sectionaux » dans les villages ruraux ».

## Publications
- Des choses de la nature et de leurs droits (Quae, 2020)[4].
- La propriété de la terre (Wildproject, 2018, Le Monde qui vient)[5]
- avec Caroline Guibet-Lafaye (dir.) : Repenser la propriété, un essai de politique écologique, Presses universitaires d'Aix-Marseille, 2015, Droits de l'environnement.
- Les choses saisies par la propriété, IRJS Editions, 2012, Bibliothèque de l'Institut de recherche juridique de la Sorbonne - André Tunc.